# Alan Odle
Alan Elsden Odle est un artiste peintre, graveur et illustrateur britannique né en 1888 et mort en 1948.
Il fut l'époux de l'autrice Dorothy Richardson.

## Biographie

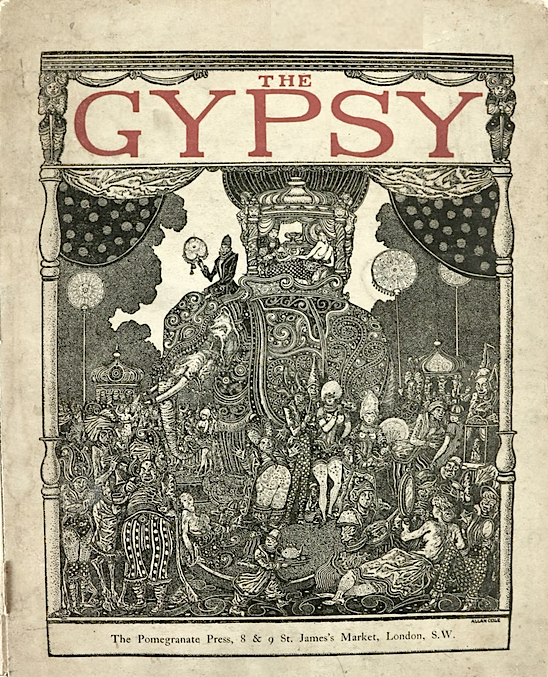
Couverture de The Gypsy (no 1, 1915), revue publiée à Londres.

Rétrospectivement considéré comme un précurseur du surréalisme par les critiques britanniques, Alan Odle invente très tôt une imagerie subversive et grotesque dans un style graphique d'une grande modernité, qui l'inscrit dans la filiation d'un Aubrey Beardsley : proche ami de John Archibald Austen (1886-1948), Odle fut sans doute l'un des derniers excentriques et décadents britanniques issus de la mouvance proche d'Oscar Wilde.
Odle est, selon Dorothy Richardson, fils d'un banquier. Vers 1910, révélé précocement comme doué pour le dessin, il fréquente différentes écoles d'art : la Sidney Cooper School of Art à Canterbury, et la St John's Wood Art School (en) située à St John's Wood (Londres) : excellent dessinateur, Odle est aussi bien peintre, que graveur (bois, lithographie). Il est possible qu'il effectua un bref séjour à Paris dans une école privée : l'un de ses premiers dessins, The Bibliophilist, daterait de 1910 et représenterait Gertrude Stein. Odle devient un client assidu du célèbre Hotel Café Royal (en) de Londres et passait pour un personnage extravagant, il était très grand et très maigre, avec des cheveux longs enroulés autour du crane, portant une canne à pommeau et ses mains montraient des ongles jamais coupés. Membre du Camden Town Group, le peintre anglais Adrian Allinson (1890-1959) peignit dans ce café un portrait d'Odle qui fut acheté à Paris dans les années 1920 par Evan Morgan, vicomte Tredegar. Ce dernier affirmait connaître Alan Odle comme se faisant passer alors pour un certain « Mr Watkins ».

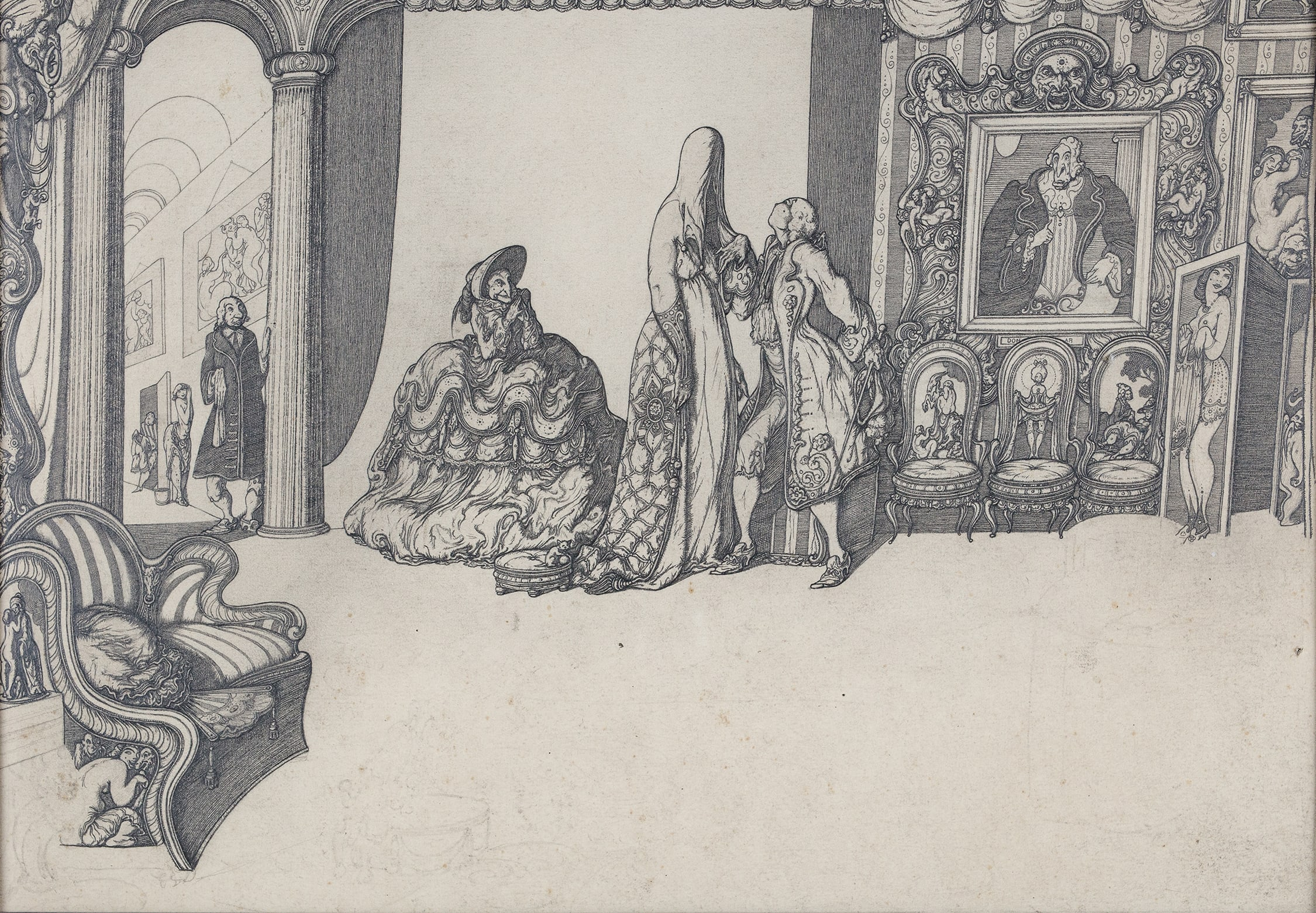
Dessin préparatoire à une édition illustrée de Candide (Routledge, 1922).

Fin 1916, Alan Odle est appelé pour être incorporé dans l'Armée britannique, mais il est réformé quelques jours plus tard après avoir été diagnostiqué tuberculeux, et déclaré « condamné à une mort certaine d'ici six mois »...  Toujours est-il qu'il partit fêter sa libération et en 1917, demanda Dorothy Richardson en mariage : elle l'avait rejetée deux fois, mais cette fois-ci, l'accepta. Elle le soutiendra financièrement toute sa vie, car Odle n'arrivera jamais à faire une véritable carrière à la mesure de son talent. Il reste aujourd'hui largement méconnu.
Il est publié dans diverses revues : The Gypsy (1915), Fanfare (Goodwin & Tabb, 1921), The Golden Hind (Chapman & Hall, 1922-1924), fondée par Clifford Bax (en) et Austin Osman Spare, Vanity Fair,... The Studio se fait l'écho de son travail, mais il n'est en définitive que peu apprécié des éditeurs de livres et de journaux, qui sont nombreux à le refuser. Dans les années 1920-1930, il tentera de faire publier ses éditions illustrées du Gulliver de Jonathan Swift, de certains contes de Lewis Carroll, de nouvelles de Balzac et du Gargantua de Rabelais.
Une suite de gravures érotiques exceptionnelles lui a été réattribuée pour The Mimiambs of Herondas, publié par Fanfrolico Press vers 1929 par deux éditeurs australiens, Jack Lindsay et John Kirtley.
Il exposa ses dessins à la St George’s Gallery en 1925 et à la Godfrey Philips Galleries en 1930.
Odle est admiré par quelques critiques et collectionneurs d'imagerie atypique comme Horace Gregory, qui dans The Atlantic Monthly, en octobre 1934, lui prédit une gloire éternelle, et plus tard, le galeriste Claude Givaudan (1977), le réalisateur Terry Gilliam ou le musicien Geff Rushton du groupe Coil.
Son plus jeune frère, Edwin Vincent Odle (1890-1942), publia le roman de science-fiction The Clockwork Man (1923), l'histoire d'un cyborg qui remonte le temps et fut aussi l'éditeur de la version britannique du magazine The Argosy où il commanda des illustrations à son frère entre 1926 et 1935.

## Ouvrages illustrés
On lui doit les illustrations des éditions anglaises suivantes :
- Backwater de Dorothy Richardson, jacquette, Knopf, 1917.
- Candide de Voltaire, Routledge, 1922[13].
- The Dust, de Dorothy Richardson, jacquette, Duckworth, 1925.
- The Mimiambs of Herondas, Sydney/Londres, The Fanfrolico Press, [1929].
- The Last Voyage de James Hanley, Joiner & Steele, 1931.
- Men in Darkness. Five Stories de James Hanley, John Lane at The Bodley Head, 1931.
- Ebb and Flow de James Hanley, Londres, John Lane at The Bodley Head, 1932.
- Mammon de Robert Neumann, trad. par D. Richardson, Londres, Peter Davies, 1933.
- 1601. A Tudor Fireside Conversation de Mark Twain [Samuel Langhorne Clemens], Londres, Backside-in-Maiden Lane, 1936.